# Черногорово (Пазарджикская область)
Черногорово (болг. Черногорово) — село в Болгарии. Находится в Пазарджикской области, входит в общину Пазарджик. Население составляет 2 209 человек.

## Политическая ситуация
В местном кметстве Черногорово, в состав которого входит Черногорово, должность кмета (старосты) исполняет Емил Иванов Захариев (коалиция в составе 3 партий: ВМРО — Болгарское национальное движение, Союз свободной демократии (ССД), Демократы за сильную Болгарию) по результатам выборов правления кметства 2007 года.
Кмет (мэр) общины Пазарджик — Тодор Димитров Попов (независимый) по результатам выборов 2007 года в правление общины.